# Rombon
Rombon oder Veliki vrh ist der Name eines 2208 m hohen Gipfels nördlich von Bovec in Slowenien.
Der Rombon ist ein Gipfel der Kanin-Gruppe, der auf der Nordseite steil in das Tal des Baches Možnica abfällt und von Süden über einen einfachen Weg von Bovec aus erreichbar ist.
Er ist durch den Bergrücken Ribežnov mit der zentralen Kanin-Kette verbunden. Die Route von Bovec führt am Čuklja (1.766 m) vorbei, der durch die Schlachten aus dem Ersten Weltkrieg bekannt ist.